# Five by five
Five by five (ang. Pięć po pięć) – w koszykówce, uzyskanie co najmniej pięciopunktowych wyników w pięciu możliwych pozytywnych kategoriach statystycznych: punkty, asysty, zbiórki, przechwyty, bloki w czasie jednego meczu.

## Five by five w NBA
Statystyki przechwytów i bloków są odnotowywane w NBA dopiero od sezonu 1973–74, więc dane sprzed tego okresu dotyczące ewentualnych wystąpień 5x5 nie istnieją. Od tego czasu rekord 5x5 wystąpił w grach NBA 23 razy.
| Zawodnik          | Klub                   | Rok  | Punkty | Zbiórki | Asysty | Bloki | Przechwyty |
| ----------------- | ---------------------- | ---- | ------ | ------- | ------ | ----- | ---------- |
| George T. Johnson | New Jersey Nets        | 1978 | 15     | 18      | 5      | 5     | 7          |
| George Gervin     | San Antonio Spurs      | 1979 | 21     | 5       | 6      | 5     | 5          |
| Julius Erving     | Philadelphia 76ers     | 1979 | 28     | 7       | 10     | 5     | 5          |
| Hakeem Olajuwon   | Houston Rockets        | 1987 | 38     | 17      | 6      | 12    | 7          |
| Hakeem Olajuwon   | Houston Rockets        | 1990 | 29     | 18      | 10     | 12    | 5          |
| Hakeem Olajuwon   | Houston Rockets        | 1992 | 19     | 13      | 6      | 5     | 5          |
| David Robinson    | San Antonio Spurs      | 1993 | 29     | 5       | 5      | 10    | 5          |
| Derrick Coleman   | New Jersey Nets        | 1993 | 21     | 10      | 7      | 5     | 7          |
| Hakeem Olajuwon   | Houston Rockets        | 1993 | 33     | 13      | 5      | 5     | 5          |
| Hakeem Olajuwon   | Houston Rockets        | 1993 | 24     | 19      | 6      | 5     | 5          |
| Hakeem Olajuwon   | Houston Rockets        | 1993 | 34     | 10      | 5      | 8     | 5          |
| Vlade Divac       | Los Angeles Lakers     | 1995 | 19     | 12      | 8      | 5     | 5          |
| Jamaal Tinsley    | Indiana Pacers         | 2001 | 12     | 9       | 15     | 5     | 6          |
| Andriej Kirilenko | Utah Jazz              | 2003 | 19     | 5       | 7      | 5     | 8          |
| Andriej Kirilenko | Utah Jazz              | 2003 | 10     | 12      | 6      | 5     | 6          |
| Marcus Camby      | Denver Nuggets         | 2004 | 8      | 11      | 5      | 8     | 5          |
| Andriej Kirilenko | Utah Jazz              | 2006 | 14     | 8       | 9      | 7     | 6          |
| Nicolas Batum     | Portland Trail Blazers | 2013 | 11     | 5       | 10     | 5     | 5          |
| Draymond Green    | Golden State Warriors  | 2015 | 24     | 11      | 8      | 5     | 5          |
| Anthony Davis     | New Orleans Pelicans   | 2018 | 12     | 16      | 6      | 5     | 5          |
| Jusuf Nurkić      | Portland Trail Blazers | 2019 | 24     | 23      | 7      | 5     | 5          |
| Victor Wembanyama | San Antonio Spurs      | 2024 | 27     | 10      | 8      | 5     | 5          |
| Victor Wembanyama | San Antonio Spurs      | 2024 | 25     | 9       | 7      | 5     | 5          |

Jedynymi zawodnikami, którzy odnotowali Five by five więcej niż jeden raz są: 
- Hakeem Olajuwon (6 razy, w latach 1987-1993)
- Andriej Kirilenko (3 razy, w latach 2003-2006)
- Victor Wembanyama (2 razy w roku 2024)

Z tej trójki dwaj zawodnicy odnotowali swoje osiągnięcia dwukrotnie w jednym sezonie: Olajuwon w sezonie 1993–94, zaś Kirilenko w sezonie 2003–04.
Olajuwon i Kirilenko jako jedyni w NBA zanotowali statystyki na poziomie six-by-five (co najmniej 6 punktów we wszystkich pięciu statystykach). 10 marca 1987 jako pierwszy w historii NBA zanotował je Olajuwon, zaś drugie takie wydarzenie miało miejsce prawie dwadzieścia lat później – Kirilenko dokonał tego 3 stycznia 2006.